# Aziatisch kampioenschap voetbal vrouwen 2010
Het Aziatisch kampioenschap voetbal vrouwen 2010 was de zeventiende editie van dit voetbaltoernooi. Het toernooi werd van 19 tot en met 30 mei 2010 in China gehouden.

## Kwalificatie

### Eerste ronde
Deze wedstrijden werden in Kuala Lumpur in Maleisië gespeeld. Bangladesh trok zich terug.
| # | Land        | W - G - V | Pnt. | V-T  |
| - | ----------- | --------- | ---- | ---- |
| 1 | Jordanië    | 3 - 1 - 0 | 10   | 23-3 |
| 2 | Oezbekistan | 3 - 1 - 0 | 10   | 14-2 |
| 3 | Kirgizië    | 2 - 0 - 2 | 6    | 7-10 |
| 4 | Palestina   | 1 - 0 - 3 | 3    | 5-14 |
| 5 | Malediven   | 0 - 0 - 4 | 0    | 0-20 |

| Datum | Winnaar     | Uitslag | Verliezer   |
| ----- | ----------- | ------- | ----------- |
| 25/4  | Jordanië    | 7-1     | Kirgizië    |
| 25/4  | Palestina   | 4-0     | Malediven   |
| 27/4  | Oezbekistan | 5-0     | Malediven   |
| 27/4  | Kirgizië    | 4-1     | Palestina   |
| 29/4  | Oezbekistan | 5-0     | Palestina   |
| 29/4  | Jordanië    | 9-0     | Malediven   |
| 01/5  | Oezbekistan | 2-0     | Kirgizië    |
| 01/5  | Jordanië    | 5-0     | Palestina   |
| 03/5  | Kirgizië    | 2-0     | Malediven   |
| 03/5  | Jordanië    | 2-2     | Oezbekistan |

### Tweede ronde
De drie groepswinnaar plaatsten zich voor de eindronde.

#### Groep A
Deze wedstrijden werden in Xinying in Taiwan gespeeld.
| # | Land           | W - G - V | Pnt. | V-T |
| - | -------------- | --------- | ---- | --- |
| 1 | Myanmar        | 2 - 0- 0  | 6    | 8-2 |
| 2 | Jordanië       | 1 - 0 - 1 | 3    | 1-3 |
| 3 | Chinees Taipei | 0 - 0 - 2 | 0    | 2-6 |

| Datum | Winnaar  | Uitslag | Verliezer      |
| ----- | -------- | ------- | -------------- |
| 10/7  | Jordanië | 1-0     | Chinees Taipei |
| 12/7  | Myanmar  | 4-0     | Jordanië       |
| 14/7  | Myanmar  | 5-2     | Chinees Taipei |

#### Groep B
Deze wedstrijden werden in Bangkok in Thailand gespeeld.
| # | Land        | W - G - V | Pnt. | V-T  |
| - | ----------- | --------- | ---- | ---- |
| 1 | Thailand    | 2 - 0- 0  | 6    | 14-2 |
| 2 | Oezbekistan | 1 - 0 - 1 | 3    | 5-7  |
| 3 | Iran        | 0 - 0 - 2 | 0    | 2-12 |

| Datum | Winnaar     | Uitslag | Verliezer   |
| ----- | ----------- | ------- | ----------- |
| 4/7   | Thailand    | 6-1     | Oezbekistan |
| 6/7   | Oezbekistan | 4-1     | Iran        |
| 8/7   | Thailand    | 8-1     | Iran        |

#### Groep C
Deze wedstrijden werden in Ho Chi Minhstad in Vietnam gespeeld.
| # | Land     | W - G - V | Pnt. | V-T  |
| - | -------- | --------- | ---- | ---- |
| 1 | Vietnam  | 2 - 0- 0  | 6    | 17-1 |
| 2 | Hongkong | 1 - 0 - 1 | 3    | 2-7  |
| 3 | Kirgizië | 0 - 0 - 2 | 0    | 1-12 |

| Datum | Winnaar  | Uitslag | Verliezer      |
| ----- | -------- | ------- | -------------- |
| 4/7   | Vietnam  | 10-1    | Kirgizië       |
| 6/7   | Hongkong | 2-0     | Kirgizië       |
| 8/7   | Vietnam  | 7-0     | Chinees Taipei |

## Eindronde
Gekwalificeerde landen
| Direct geplaatst                             | Via Kwalificatie                                                               |
| -------------------------------------------- | ------------------------------------------------------------------------------ |
| Noord-Korea China Australië Japan Zuid-Korea | Myanmar (Winnaar Groep A) Thailand (Winnaar Groep B) Vietnam (Winnaar Groep C) |

### Groepsfase
Alle tijden zijn lokaal UTC+8

#### Groep A
| Team        | Pts | Pld | W | D | L | GF | GA | GD  |
| ----------- | --- | --- | - | - | - | -- | -- | --- |
| Japan       | 9   | 3   | 3 | 0 | 0 | 14 | 1  | +13 |
| Noord-Korea | 6   | 3   | 2 | 0 | 1 | 6  | 2  | +4  |
| Thailand    | 3   | 3   | 1 | 0 | 2 | 2  | 7  | −5  |
| Myanmar     | 0   | 3   | 0 | 0 | 3 | 0  | 12 | −12 |

|                         |                                               |       |          |                                                                                |
| 20 mei 2010 16:00 UTC+8 | Noord-Korea                                   | 3 – 0 | Thailand | Chengdu Sports Center, Chengdu Toeschouwers: 260 Scheidsrechter: Bentla D'Coth |
| 20 mei 2010 16:00 UTC+8 | Jon Myong-Hwa 1' Kim Yong-Ae 2' Jo Yun-Mi 73' |       |          | Chengdu Sports Center, Chengdu Toeschouwers: 260 Scheidsrechter: Bentla D'Coth |

|                         | |       |         |                                                                              |
| 20 mei 2010 19:30 UTC+8 | Japan | 8 – 0 | Myanmar | Chengdu Sports Centre, Chengdu Toeschouwers: 360 Scheidsrechter: Hong Eun-Ah |
| 20 mei 2010 19:30 UTC+8 | Azusa Iwashimizu 4' Homare Sawa 10', 71' Mami Yamaguchi 28' (pen.), 60' Aya Sameshima 50' Aya Miyama 54' Megumi Kamionobe 85' |       |         | Chengdu Sports Centre, Chengdu Toeschouwers: 360 Scheidsrechter: Hong Eun-Ah |

|                         |          |                                                                      |       |                                                                                |
| 22 mei 2010 16:00 UTC+8 | Thailand | 0 – 4                                                                | Japan | Chengdu Sports Center, Chengdu Toeschouwers: 550 Scheidsrechter: Bentla D'Coth |
| 22 mei 2010 16:00 UTC+8 |          | Megumi Takase 28' Manami Nakano 42' Rumi Utsugi 45+3' Kozue Ando 55' |       | Chengdu Sports Center, Chengdu Toeschouwers: 550 Scheidsrechter: Bentla D'Coth |

|                         |         |                               |             |                                                                           |
| 22 mei 2010 19:30 UTC+8 | Myanmar | 0 – 2                         | Noord-Korea | Chengdu Sports Center, Chengdu Toeschouwers: 360 Scheidsrechter: Wang Jia |
| 22 mei 2010 19:30 UTC+8 |         | Yun Song-Mi 17' Jo Yun-Mi 84' |             | Chengdu Sports Center, Chengdu Toeschouwers: 360 Scheidsrechter: Wang Jia |

|                         |               |       |                                        |                                                                              |
| 24 mei 2010 16:00 UTC+8 | Noord-Korea   | 1 – 2 | Japan                                  | Chengdu Sports Center, Chengdu Toeschouwers: 400 Scheidsrechter: Hong Eun-Ah |
| 24 mei 2010 16:00 UTC+8 | Ra Un-Sim 70' |       | Kozue Ando 4' (pen.) Yuki Nagasato 14' | Chengdu Sports Center, Chengdu Toeschouwers: 400 Scheidsrechter: Hong Eun-Ah |

|                         |         |                                             |          |                                                                             |
| 24 mei 2010 16:00 UTC+8 | Myanmar | 0 – 2                                       | Thailand | Shuangliu Sports Center, Chengdu Toeschouwers: 180 Scheidsrechter: Wang Jia |
| 24 mei 2010 16:00 UTC+8 |         | Junpen Seesraum 15' Waranya Chaikantree 89' |          | Shuangliu Sports Center, Chengdu Toeschouwers: 180 Scheidsrechter: Wang Jia |

#### Groep B
| Team       | Pts | Pld | W | D | L | GF | GA | GD  |
| ---------- | --- | --- | - | - | - | -- | -- | --- |
| China      | 7   | 3   | 2 | 1 | 0 | 6  | 0  | +6  |
| Australië  | 6   | 3   | 2 | 0 | 1 | 5  | 2  | +3  |
| Zuid-Korea | 4   | 3   | 1 | 1 | 1 | 6  | 3  | +3  |
| Vietnam    | 0   | 3   | 0 | 0 | 3 | 0  | 12 | −12 |

|                         |                                            |       |         |                                                                                |
| 19 mei 2010 15:00 UTC+8 | Australië                                  | 2 – 0 | Vietnam | Chengdu Sports Centre, Chengdu Toeschouwers: 1,000 Scheidsrechter: Ri Hyang-Ok |
| 19 mei 2010 15:00 UTC+8 | Leena Khamis 29' Kylie Ledbrook 51' (pen.) |       |         | Chengdu Sports Centre, Chengdu Toeschouwers: 1,000 Scheidsrechter: Ri Hyang-Ok |

|                         |       |       |            |                                                                                       |
| 19 mei 2010 19:30 UTC+8 | China | 0 – 0 | Zuid-Korea | Chengdu Sports Center, Chengdu Toeschouwers: 15.000 Scheidsrechter: Pannipar Kamnueng |
| 19 mei 2010 19:30 UTC+8 |       |       |            | Chengdu Sports Center, Chengdu Toeschouwers: 15.000 Scheidsrechter: Pannipar Kamnueng |

|                         |                 |       |                                                     |                                                                                    |
| 21 mei 2010 15:00 UTC+8 | Zuid-Korea      | 1 – 3 | Australië                                           | Chengdu Sports Center, Chengdu Toeschouwers: 600 Scheidsrechter: Sachiko Yamagishi |
| 21 mei 2010 15:00 UTC+8 | Kang Sun-Mi 71' |       | Kim Carroll 52' Lisa De Vanna 59' Samantha Kerr 66' | Chengdu Sports Center, Chengdu Toeschouwers: 600 Scheidsrechter: Sachiko Yamagishi |

|                         |         |                                                                           |       |                                                                                     |
| 21 mei 2010 19:30 UTC+8 | Vietnam | 0 – 5                                                                     | China | Shuangliu Sports Center, Chengdu Toeschouwers: 8.500 Scheidsrechter: Semaksuk Praew |
| 21 mei 2010 19:30 UTC+8 |         | Li Danyang 8' Yuan Fan 12' Zhang Rui 37' Bi Yan 45+1' (pen.) Han Duan 51' |       | Shuangliu Sports Center, Chengdu Toeschouwers: 8.500 Scheidsrechter: Semaksuk Praew |

|                         |              |       |           |                                                                                       |
| 23 mei 2010 16:00 UTC+8 | China        | 1 – 0 | Australië | Chengdu Sports Center, Chengdu Toeschouwers: 11.000 Scheidsrechter: Sachiko Yamagishi |
| 23 mei 2010 16:00 UTC+8 | Zhang Rui 9' |       |           | Chengdu Sports Center, Chengdu Toeschouwers: 11.000 Scheidsrechter: Sachiko Yamagishi |

|                         |         |                                                         |            |                                                                                  |
| 23 mei 2010 16:00 UTC+8 | Vietnam | 0 – 5                                                   | Zuid-Korea | Shuangliu Sports Center, Chengdu Toeschouwers: 1,000 Scheidsrechter: Ri Hyang-Ok |
| 23 mei 2010 16:00 UTC+8 |         | Yoo Young-A 20' 21' 66' Cha Yun-Hee 28' Jung Hye-In 36' |            | Shuangliu Sports Center, Chengdu Toeschouwers: 1,000 Scheidsrechter: Ri Hyang-Ok |

### Knock-outfase
All tijden UTC+8

#### Halve finale
|                         |       |                 |           |                                                                                     |
| 27 mei 2010 16:00 UTC+8 | Japan | 0 – 1           | Australië | Chengdu Sports Center, Chengdu Toeschouwers: 1200 Scheidsrechter: Pannipar Kamnueng |
| 27 mei 2010 16:00 UTC+8 |       | 45+1' Kate Gill |           | Chengdu Sports Center, Chengdu Toeschouwers: 1200 Scheidsrechter: Pannipar Kamnueng |

|                         |       |                    |             |                                                                                    |
| 27 mei 2010 19:30 UTC+8 | China | 0 – 1              | Noord-Korea | Chengdu Sports Center, Chengdu Toeschouwers: 12.500 Scheidsrechter: Semaksuk Praew |
| 27 mei 2010 19:30 UTC+8 |       | 109' Kim Kyong-Hwa |             | Chengdu Sports Center, Chengdu Toeschouwers: 12.500 Scheidsrechter: Semaksuk Praew |

#### Troostfinale
|                         |                                |       |       |                                                                                |
| 30 mei 2010 16:00 UTC+8 | Japan                          | 2 – 0 | China | Chengdu Sports Center, Chengdu Toeschouwers: 5.800 Scheidsrechter: Hong Eun-Ah |
| 30 mei 2010 16:00 UTC+8 | Kozue Ando 18' Homare Sawa 62' |       |       | Chengdu Sports Center, Chengdu Toeschouwers: 5.800 Scheidsrechter: Hong Eun-Ah |

#### Finale
|                         |                   |       |               |                                                                  |
| 30 mei 2010 19:30 UTC+8 | Australië         | 1 – 1 | Noord-Korea   | Chengdu Sports Center, Chengdu Scheidsrechter: Sachiko Yamagichi |
| 30 mei 2010 19:30 UTC+8 | Samantha Kerr 19' |       | 73' Jo Yun-Mi | Chengdu Sports Center, Chengdu Scheidsrechter: Sachiko Yamagichi |

|                                                                    |       | strafschoppen                                               |  |
| Sally Shipard Kylie Ledbrook Kate Gill Heather Garriock Kyah Simon | 5 – 4 | Jo Yun-mi Yun Song-mi Choe Yong-Sim Yu Jong-Hui Mun Chol-Mi |  |

| Aziatisch kampioenschap voetbal vrouwen 2010 Winnaar |
| ---------------------------------------------------- |
| Australië Eerste titel                               |

1975 · 1977 · 1979 · 1981 · 1983 · 1986 · 1989 · 1991 · 1993 · 1995 · 1997 · 1999 · 2001 · 2003 · 2006 · 2008 · 2010 · 2014 · 2018 · 2022